# Опсадна кула
Опсадна кула је опсадна справа која је дизајнирана да штити нападаче и мердевине на приласку одбрамбеном зиду утврђења. Кула је обично била правоугаона, са четири точка и висине колики је зид, мада су некад биле и више што је омогућавало стрелцима да стану на врх и подржавају трупе које се искрцавају. С` обзиром да су куле биле дрвене и тиме подложне ватри морале су бити обложене неким не запаљивим материјалом као што је гвожђе или свежа животињска кожа.
Опсадне куле користе се још од 350. године п. н. е. у Европи али и у древна времена на Далеком истоку. Опсадне куле су биле веома гломазне и тешке за покретање, тако да су се увек правиле на самом месту опсаде. Пошто им је требало доста времена за изградњу, опсадне куле су се правиле само ако је утврђење било немогуће освојити помоћу мердевина или пробојем кроз капију или сам зид.
Опсадне куле су служиле за пребацивање трупа преко непријатељских зидина. Када би кула пришла зиду она би испустила корвус после чега би пешадија могла да јурне на зидине.
Опсадне куле су поставе веома рањиве и застареле појавом топова, када је опсада пошла сасвим другим правцем. Касније су настале Батерије, то су били дрвени топови који су се као и опсадне куле правили на самом месту опсаде. Неколико батерија је направила Руска армија приликом опсаде Казања 1552.